# Cheiridiinae
Sous-famille
Les Cheiridiinae sont une sous-famille de pseudoscorpions de la famille des Cheiridiidae.

## Distribution
Les espèces de cette sous-famille se rencontrent en Amérique, en Afrique, en Asie, en Océanie et en Europe.

## Liste des genres
Selon Pseudoscorpions of the World (version 3.0) :
- Apocheiridium Chamberlin, 1924
- Cheiridium Menge, 1855
- Cryptocheiridium Chamberlin, 1931
- Neocheiridium Beier, 1932
- Nesocheiridium Beier, 1957
- † Electrobisium Cockerell, 1917

## Publication originale
- Hansen, 1894 : Organs and characters in different orders of arachnids. Entomologiske Meddelelser, vol. 4, p. 137-251 (texte intégral).